# Hybosida lucida
Hybosida lucida är en spindelart som beskrevs av Simon 1898. Hybosida lucida ingår i släktet Hybosida och familjen Palpimanidae.
Artens utbredningsområde är Seychellerna. Inga underarter finns listade i Catalogue of Life.